# Baviola vanmoli
Baviola vanmoli är en spindelart som beskrevs av Fred R. Wanless 1983 [1984. Baviola vanmoli ingår i släktet Baviola och familjen hoppspindlar. Inga underarter finns listade.